# Dahn
Dahn (čteno [dán]) je malé město ve spolkové zemi Porýní-Falc na západě Německa. Nachází se v nevysokém, turisticky vyhledávaném pohoří Falcký les a v okolí města se rozprostírá krajina dahnských skal zvaných německy Dahner Felsenland. K roku 2013 mělo město přes 4400 obyvatel.

## Obrazárna

Dahn
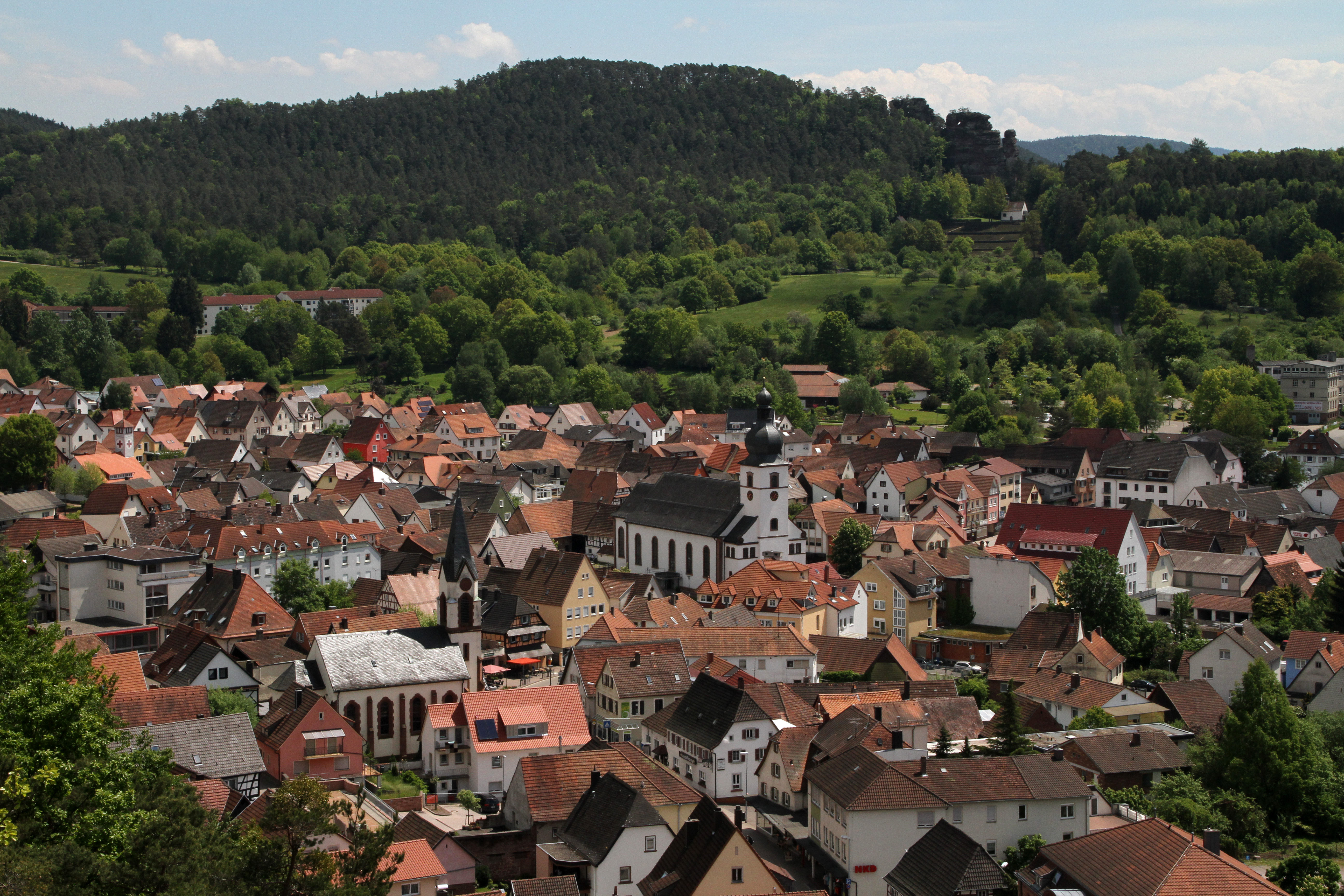
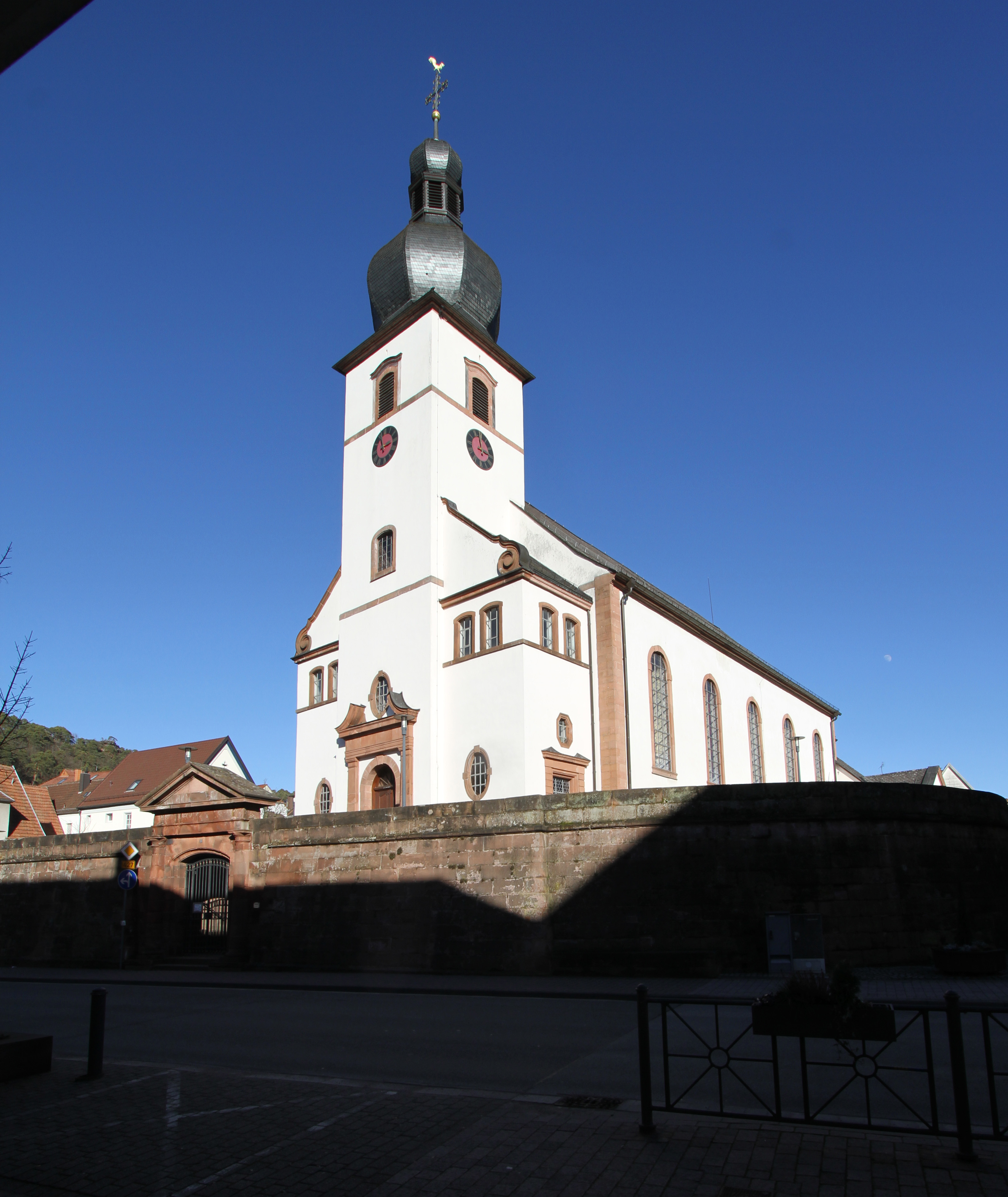
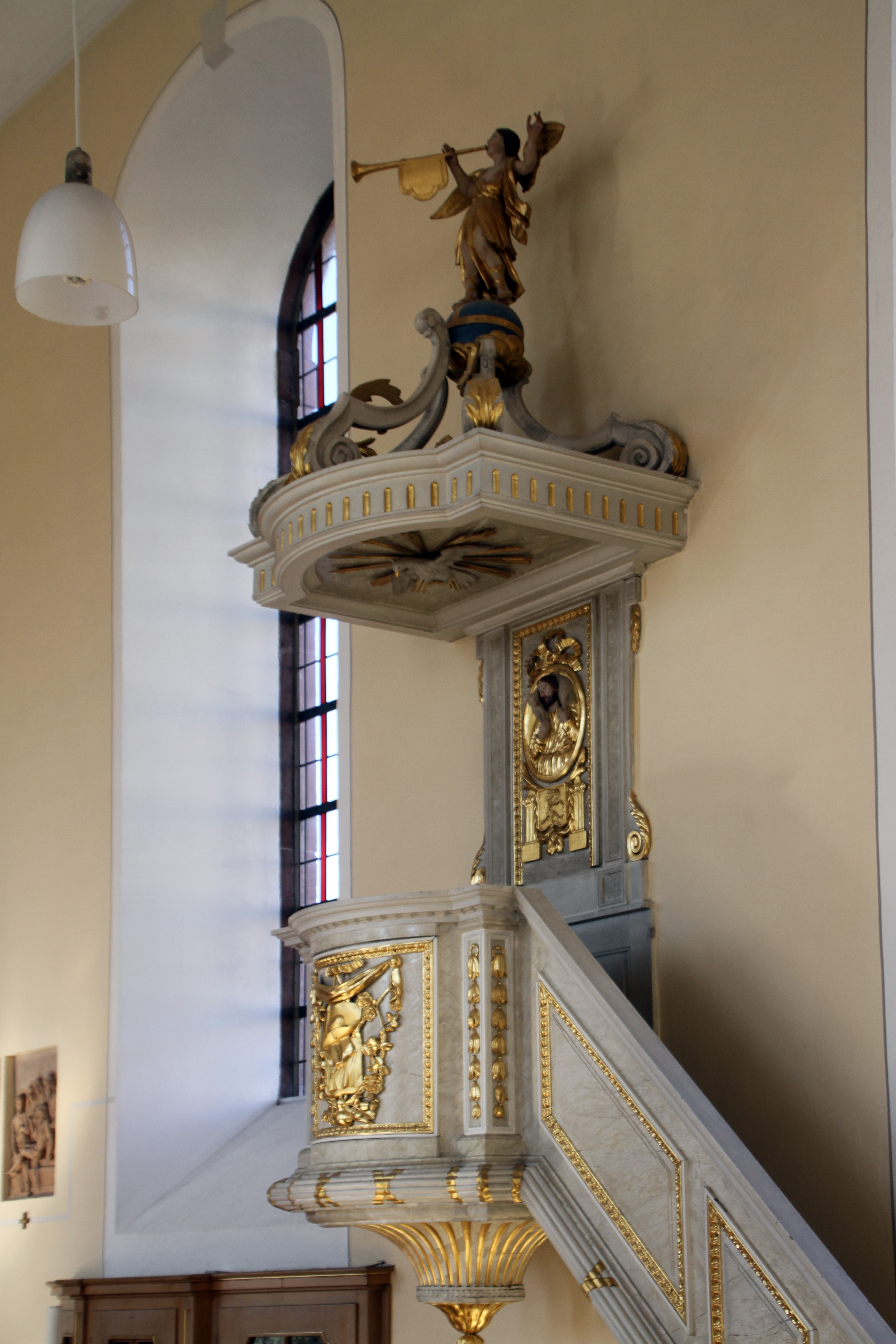
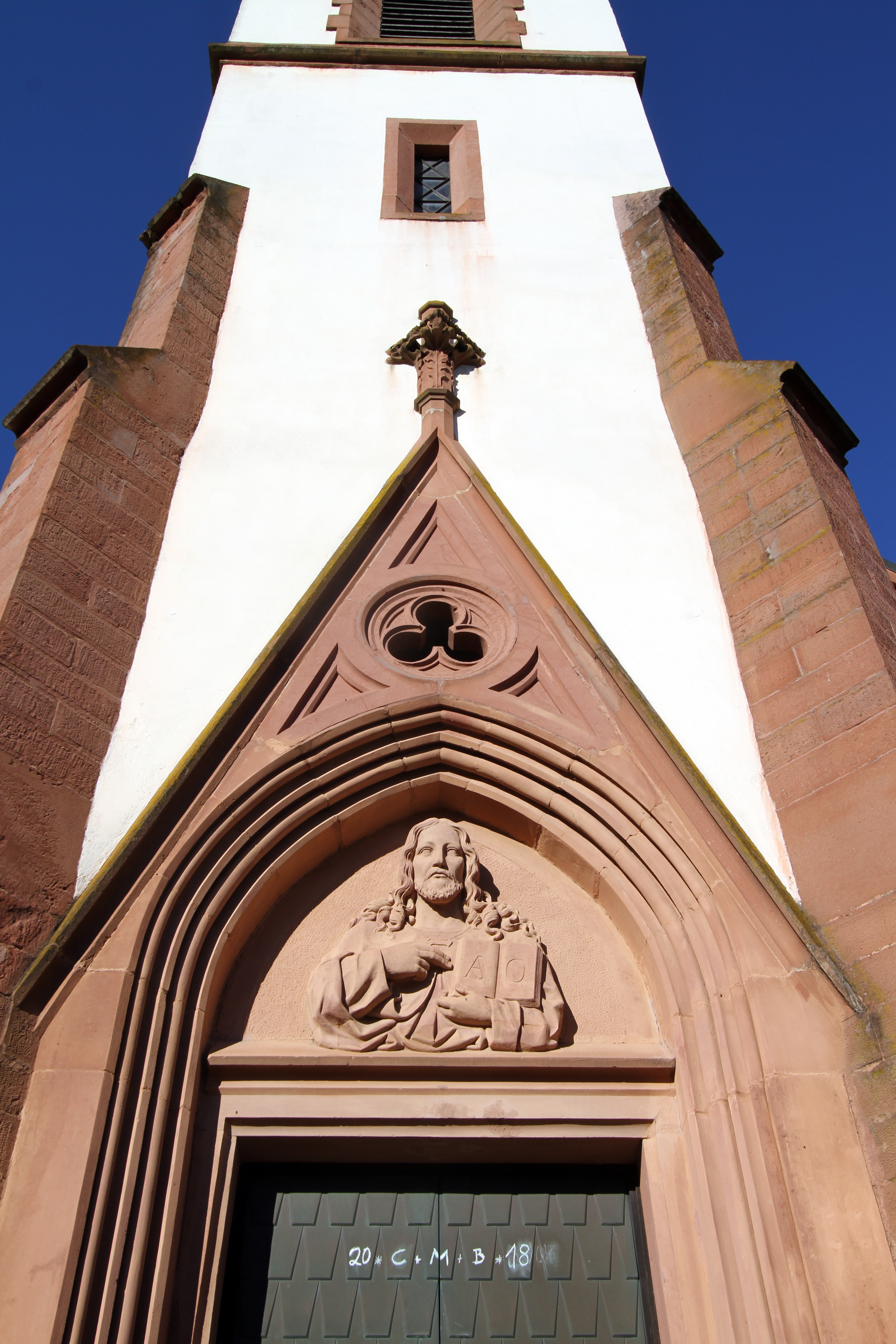
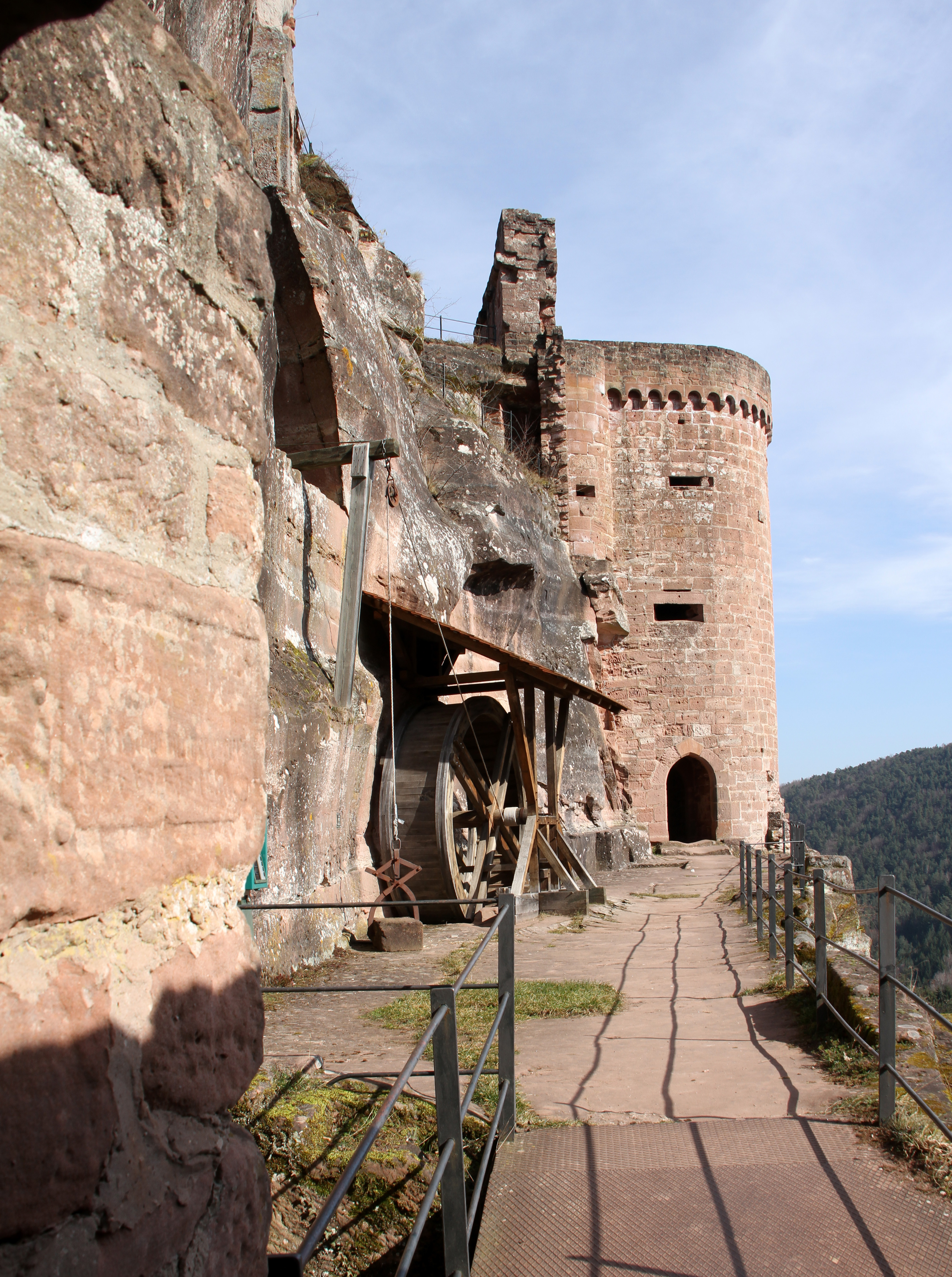
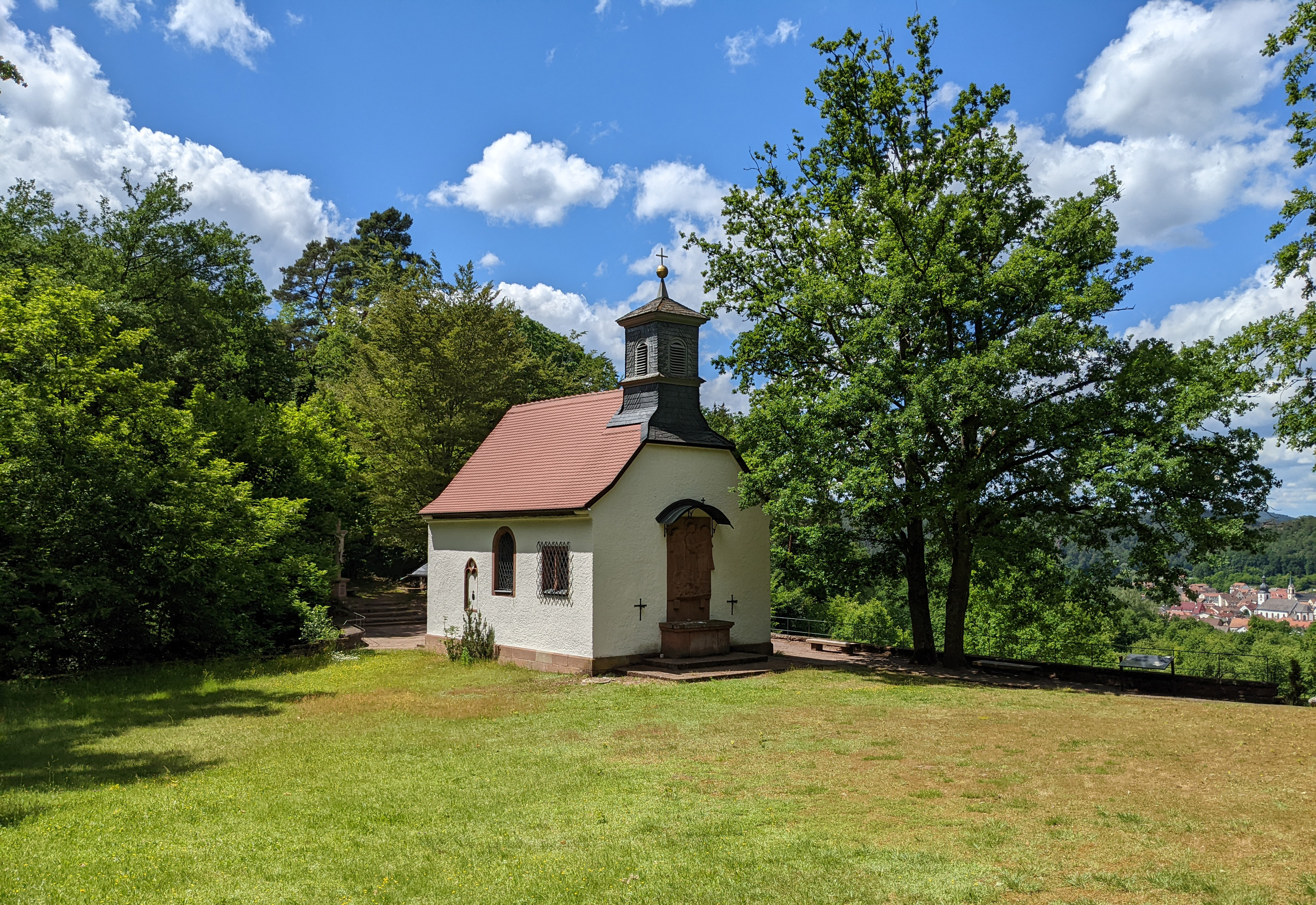
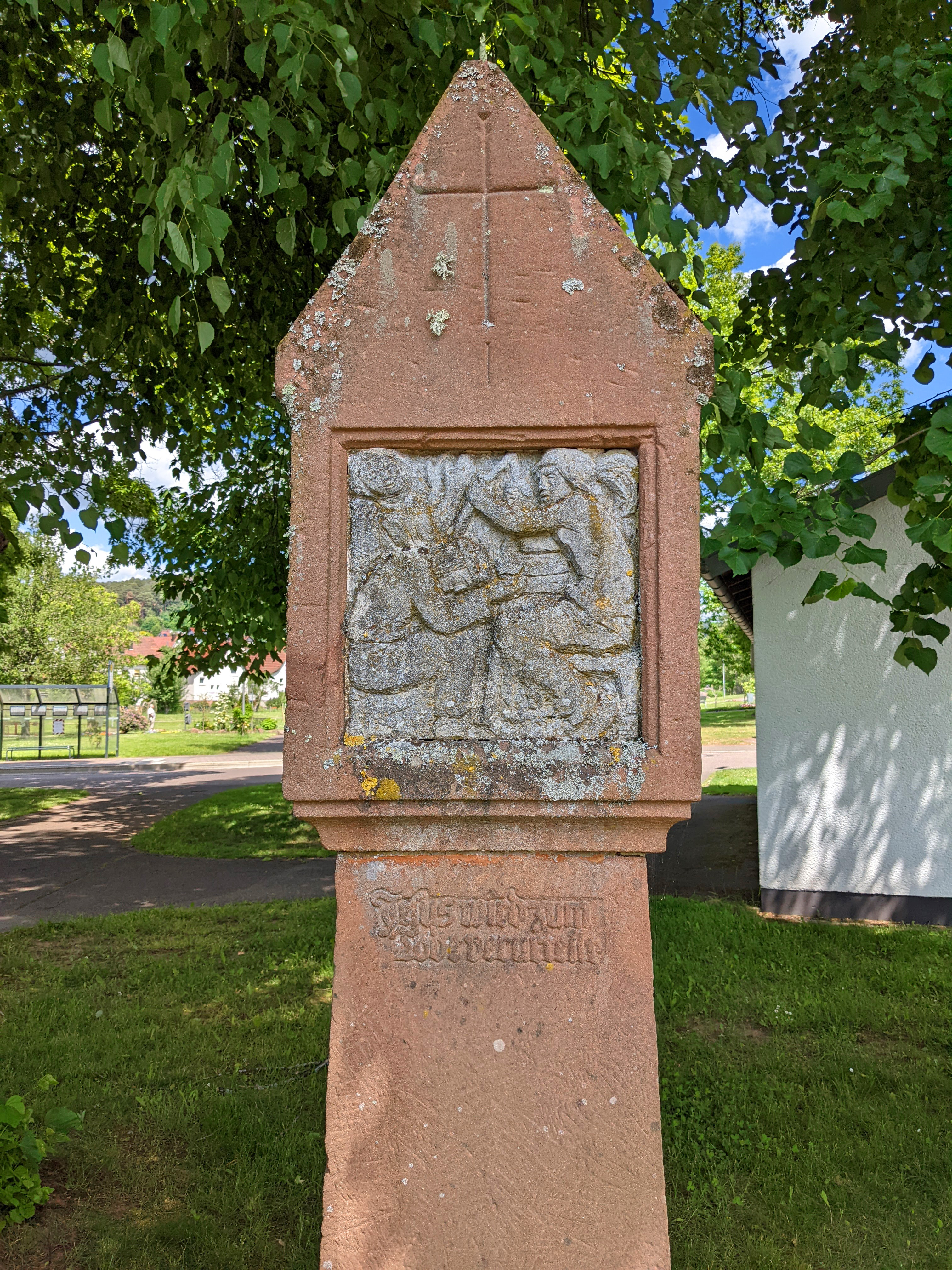
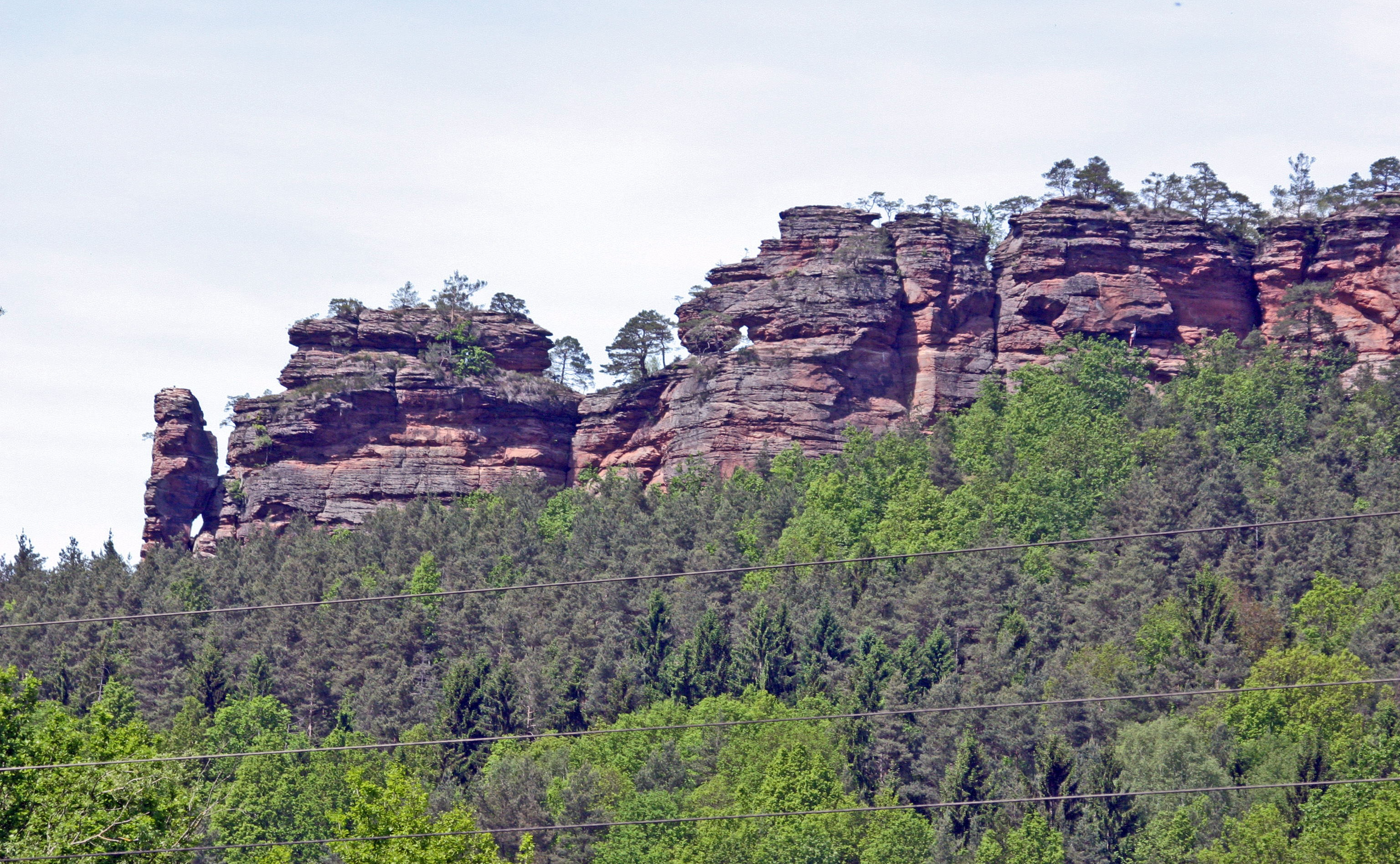
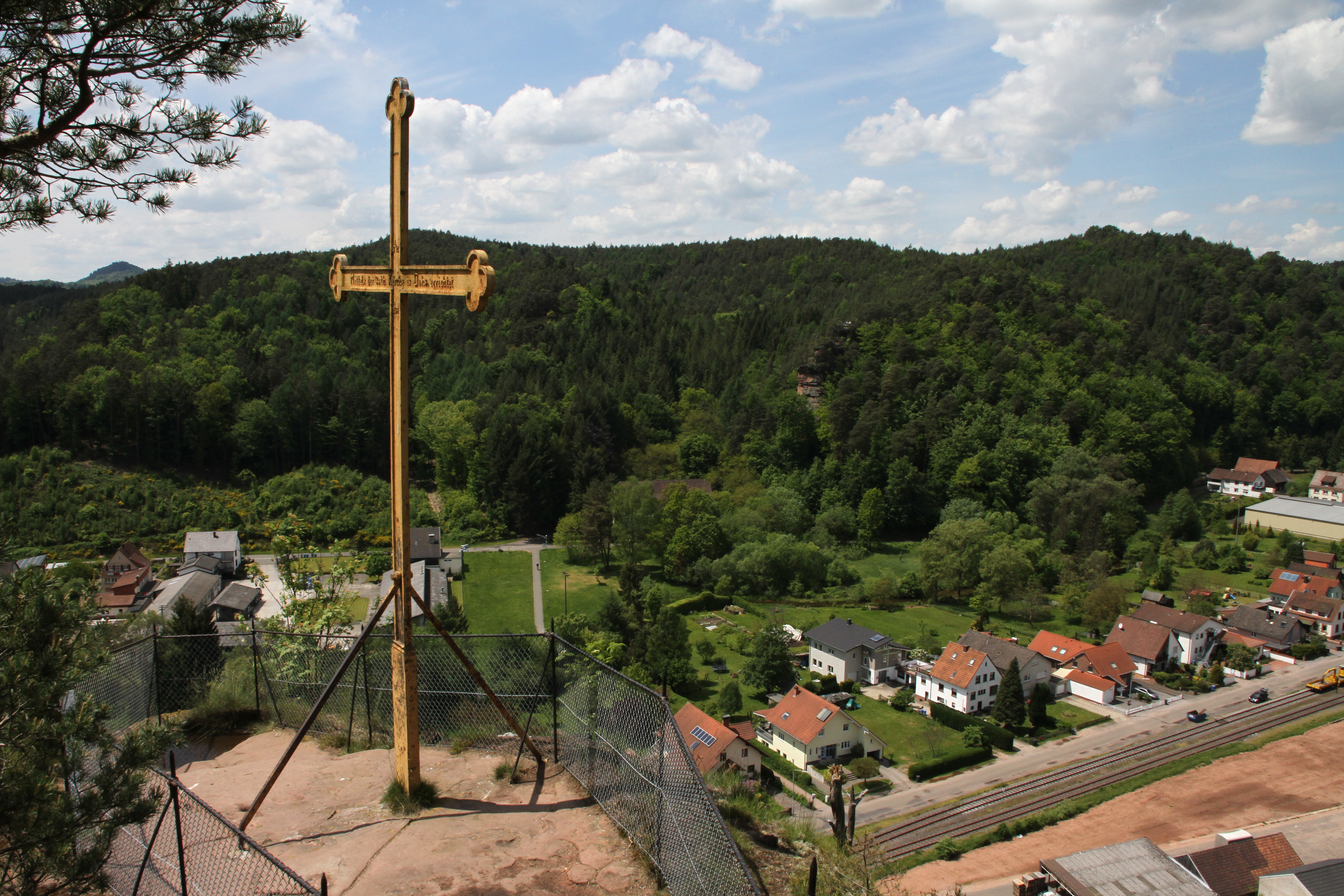
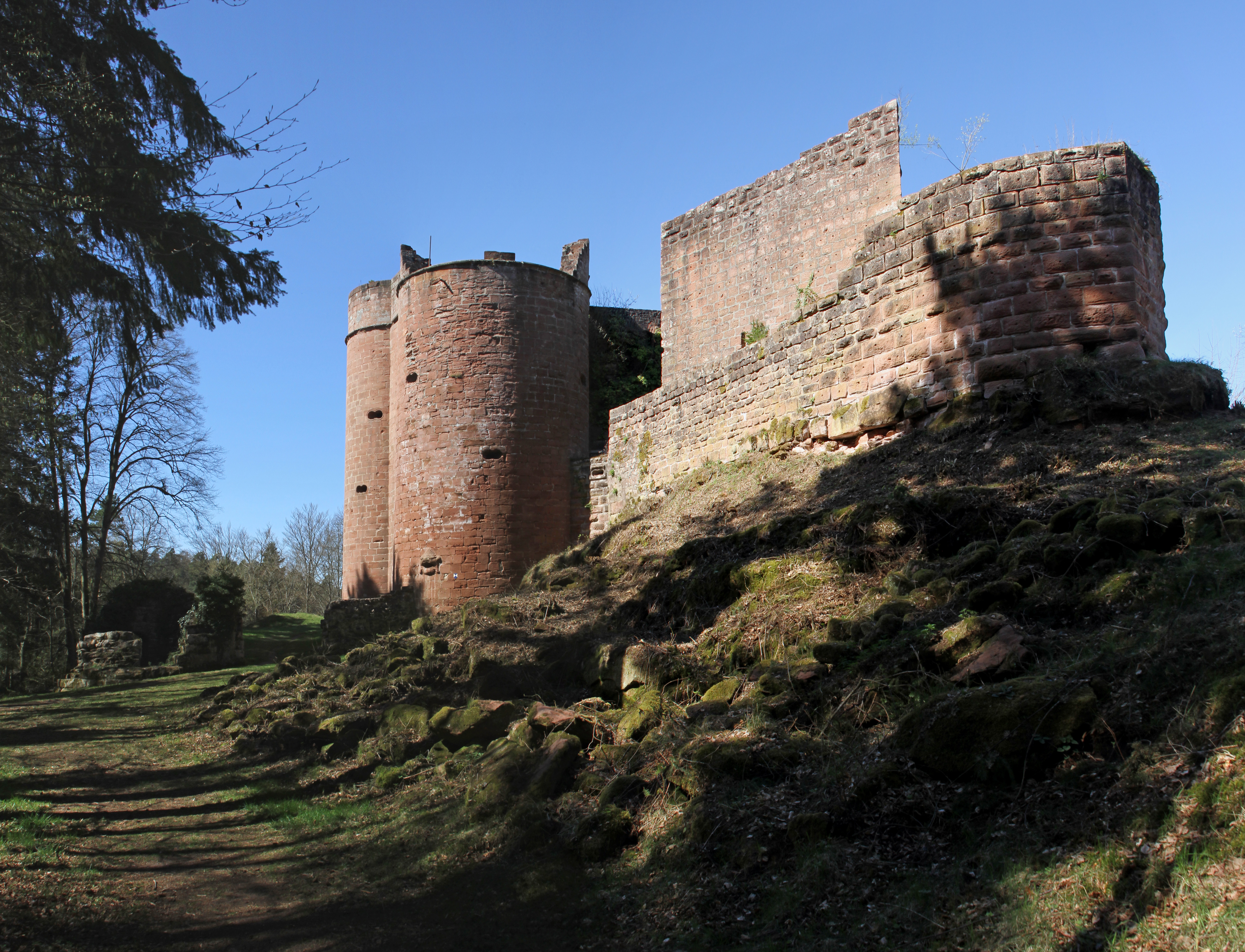